# Christie Ellen Claridge
Christie Ellen Claridge, người Hoa Kỳ, là Hoa hậu Quốc tế năm 1982.
Christie sinh ra và lớn lên ở California. Cô cũng được trao danh hiệu hoa hậu ảnh trước khi đăng quang ngôi vị cao nhất trong đêm chung kết được tổ chức tại Fukuoka, Nhật Bản, trở thành người đẹp Hoa Kỳ thứ ba trong vòng 9 năm giành được vương miện ở cuộc thi hoa hậu cao quý này.
Cô là em gái của Linda Hogan, vợ cũ của đô vật chuyên nghiệp Hulk Hogan.